# 府院の争い
| 中華民国大総統の黎元洪 |  | 国務総理の段祺瑞 |
| 中華民国大総統の黎元洪 |  | 国務総理の段祺瑞 |

府院の争い（ふいんのあらそい）とは、中華民国（北洋政府）初期の1916年から1917年にかけて、中華民国大総統の黎元洪と国務総理の段祺瑞の間で行われた政治闘争である。総統府と国務院の争いであることから「府院の争い」と呼ばれる。表面的には当時の諸問題に対する政策の衝突であるが、その根底には当時の中華民国がその政治体制のモデルにしたフランスの半大統領制におけるコアビタシオン状態があり、さらにその根底には黎元洪と段祺瑞の心情的対立があった。この争いは1917年5月23日に黎元洪が段祺瑞を罷免することで一応の決着を見るが、事態はすでに調整型の黎元洪の手に負えなくなっており、1917年7月1日の張勲復辟を経て7月17日に黎元洪が大総統を辞職、強権型の段祺瑞が国務総理に返り咲いて政権を取った。

## 経緯
1916年6月に中華民国大総統袁世凱が病死すると、黎元洪はその後を継いで大総統に就任した。これが「袁世凱の後継者」としてなら北洋軍時代からの側近の段祺瑞・馮国璋・徐世昌が大総統を継ぐべきところだが、それでは袁世凱による帝政復活宣言以来反乱まで起こしている梁啓超ら南方の護国系が納得しない。それに北洋軍閥内にも派閥があり、その中の誰が大総統になっても北洋軍内にしこりが残るだろう。それならばまずは国内の安定を、と「中華民国の後継者」をアピールできる黎元洪を大総統に昇格させるという、無難といえば無難な人事で落ち着いた。
この人事を決めた徐世昌・段祺瑞ら北洋軍閥にしてみれば、大総統とは言ってもあくまで傀儡であり、政治の実権は政事堂国務卿 が握るものと考えていた。だが北洋軍閥最大の誤算はここにあった。黎元洪は傀儡であることに我慢できなかったのだ。この後、大総統府の長である黎元洪と国務院の長である段祺瑞は対立を深めていく。世にいう「府院の争い」である。

## 経過
下記にこの時期の個々の争いを記す。個々の問題は政策闘争であるが、そこに見え隠れするのは黎元洪と段祺瑞の個人的な相性の問題であることを忘れてはならない。「袁世凱幕下の生え抜きという自負」と「北洋軍という軍事力」のある段祺瑞から見れば、黎元洪は「何となくここまで来てしまった男」であり、自然と見下した態度を取ってしまう。黎元洪としてはそれが面白くない。この大小2つの対立構図の総称が、府院の争いである。
約法問題
この時点の約法（臨時憲法）にはいくつかのバージョンがある。まずは1912年3月に孫文が起草した中華民国臨時約法、もう1つは1914年5月に袁世凱が創案した中華民国約法（袁記約法）である。黎元洪が大総統に就任するに当たってそのどちらを基本約法とするかを迫られる。そもそも、袁世凱の皇帝即位に反発して護国戦争を起こした梁啓超ら南方の軍閥や共和派の人々は袁記約法は無効であり、ましてや共和制を裏切って皇帝に就任した袁世凱には皇帝どころか大総統の資格すらないとして袁世凱の失職と黎元洪の大総統就任を宣言した経緯があった。当然、彼らは旧約法のみが正統な約法であり、黎元洪はこれに基づいて就任すべきだと主張した。これに対して政事堂国務卿であった段祺瑞はこの就任を新約法によるものとし、彼を支持する北洋軍閥系も同調していた。そのため、段祺瑞と梁啓超らの間で論争に発展したが、段祺瑞は梁啓超から「新約法には政事堂の前身である国務院の規定すら存在していないので、政事堂国務卿の役職そのものが違法である」と論破される有様であった。結局6月29日、黎元洪は旧約法の採用を宣言し、8月1日には2年半ぶりに国会が召集された。段祺瑞に対しては旧約法に照らした国務総理に横滑りで就任させることを譲歩している。
国務院人事問題
段祺瑞が腹心の部下である徐樹錚を国務院秘書長（国務院事務総長）に任命しようとしたことに黎元洪が猛烈に反対した。これは政策上の問題というよりは黎元洪と徐樹錚の人間関係だったと言われる。この問題については徐世昌が黎元洪をなだめて、徐樹錚の国務院秘書長を承認させることで決着した。ただしこの後の国務院側の専制は著しく、「国務院＝北洋軍閥」となることを恐れた黎元洪は10月30日に北洋軍閥出身で段祺瑞とは同格の馮国璋を副大総統に任命している。
対独参戦問題
第一次世界大戦勃発当初、袁世凱は不干渉を宣言していたが、1917年の初めにドイツが無差別潜水艦攻撃作戦を再開するとそれを理由に2月3日にアメリカがドイツとの断交を宣言する。この頃から中華民国内でも連合国側についての参戦を主張する声が上がる。主戦派の中心は段祺瑞と護国軍であり、黎元洪は参戦には消極的であった。業を煮やした段祺瑞は内閣総辞職を断行、対する黎元洪は馮国璋・徐世昌等を国務総理に据えようとするが相次いで辞退されたため、やむなく段祺瑞に再組閣を依頼、妥協策として3月14日に中華民国はドイツとの国交を断絶した。
督軍団による国会干渉問題
ドイツとの国交断絶まで持ち込んだ段祺瑞としては、何とか対独参戦までこぎつけたかった。だが4月に国会に提出した参戦建議は否決されてしまう。そこで段祺瑞は彼の息のかかった13省 の督軍 から成る督軍団の軍事力を使って国会に圧力を掛け始めた。5月10日、参戦討議を行った国会を督軍団が包囲した。袁世凱再来とも言えるこの横暴ぶりに議員達は猛烈に憤慨する。この後も督軍達の政治への圧力が続いたため、5月23日に黎元洪は段祺瑞を罷免する。

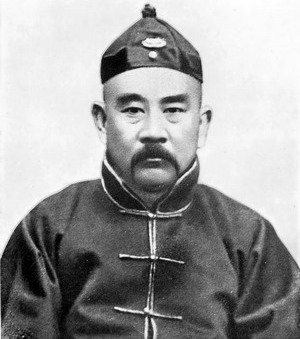
張勲

段祺瑞が罷免されたことで府院の争いは一応の決着をみた。だが段祺瑞が下野したとたん、北洋軍閥系の督軍が続々と中華民国からの独立を宣言した。慌てた黎元洪は徐州にいた非参戦派の張勲に督軍団との仲裁を依頼する。
6月7日、張勲の手勢4,300名の兵が入京してくる。北京を武力制圧した上で6月8日、黎元洪に対して国会の解散を要求する。背に腹は代えられないと黎元洪はこれを了承、国会を解散するのだが、民国期になっても辮髪を止めないほどの保守派である張勲はここぞとばかりに立憲君主制を目指す康有為を呼び寄せて、7月1日に清朝最後の皇帝宣統帝を復位させてしまう（張勲復辟）。

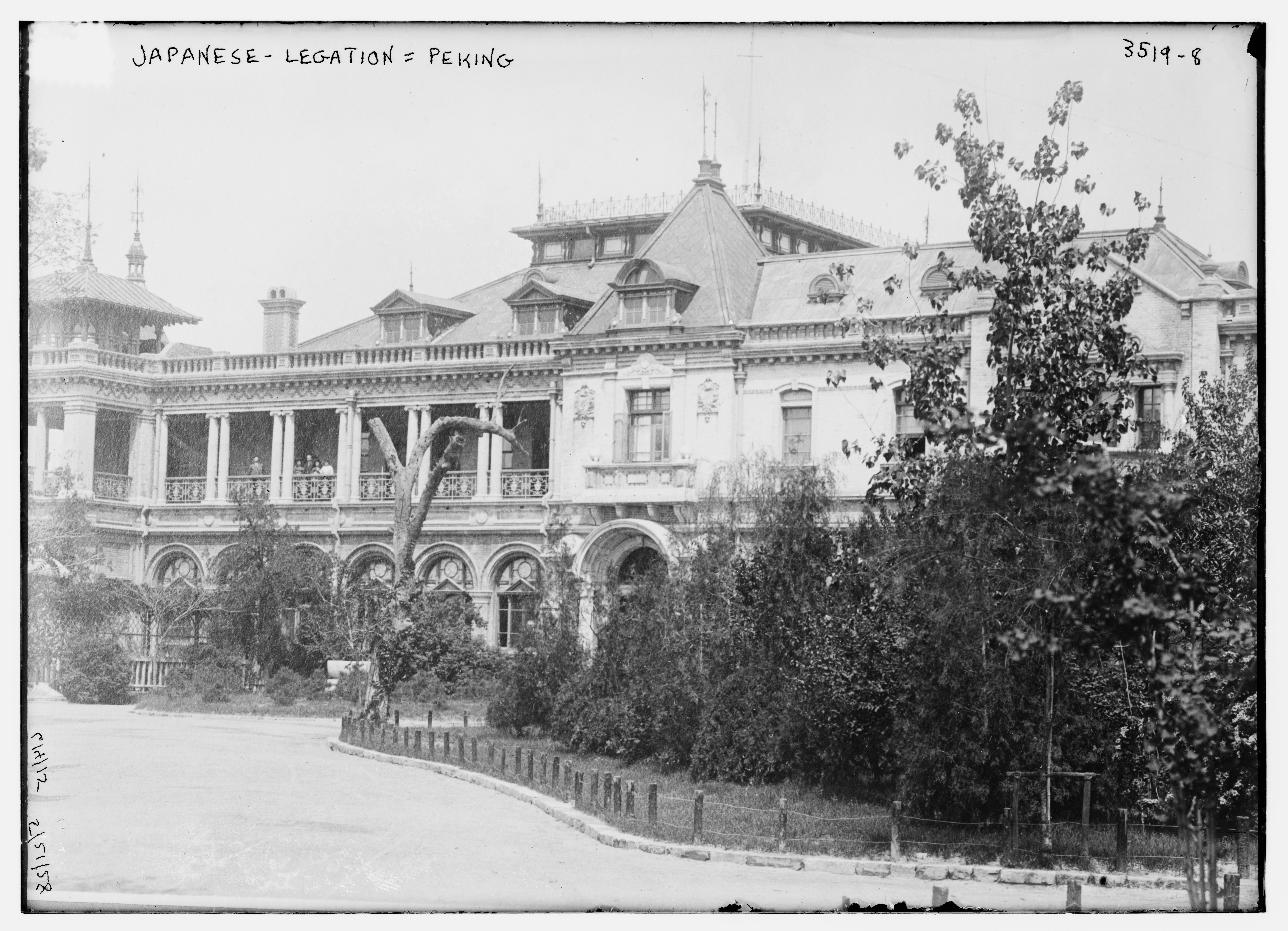
在北京日本公使館

黎元洪は日本公使館に避難し、7月3日にそこで段祺瑞と馮国璋に張勲の軍の制圧を依頼する。7月5日には段祺瑞を再度国務総理に任命し、7日には馮国璋を大総統代理に任命した。表舞台に舞い戻った段祺瑞の北洋軍閥はあっけなく張勲の軍を打ち破り、7月12日には北京を制圧、段祺瑞は7月14日に悠々と入京を果たしている。この日のうちに黎元洪は日本公使館を出て大総統辞職を宣言し、政治の一線から退いた。

## 関連文献
- 李書源『黎元洪：柔暗総統 : 民初五大総統列伝』吉林文史出版社、1995、ISBN 7805289573